# Benjamin Tammuz

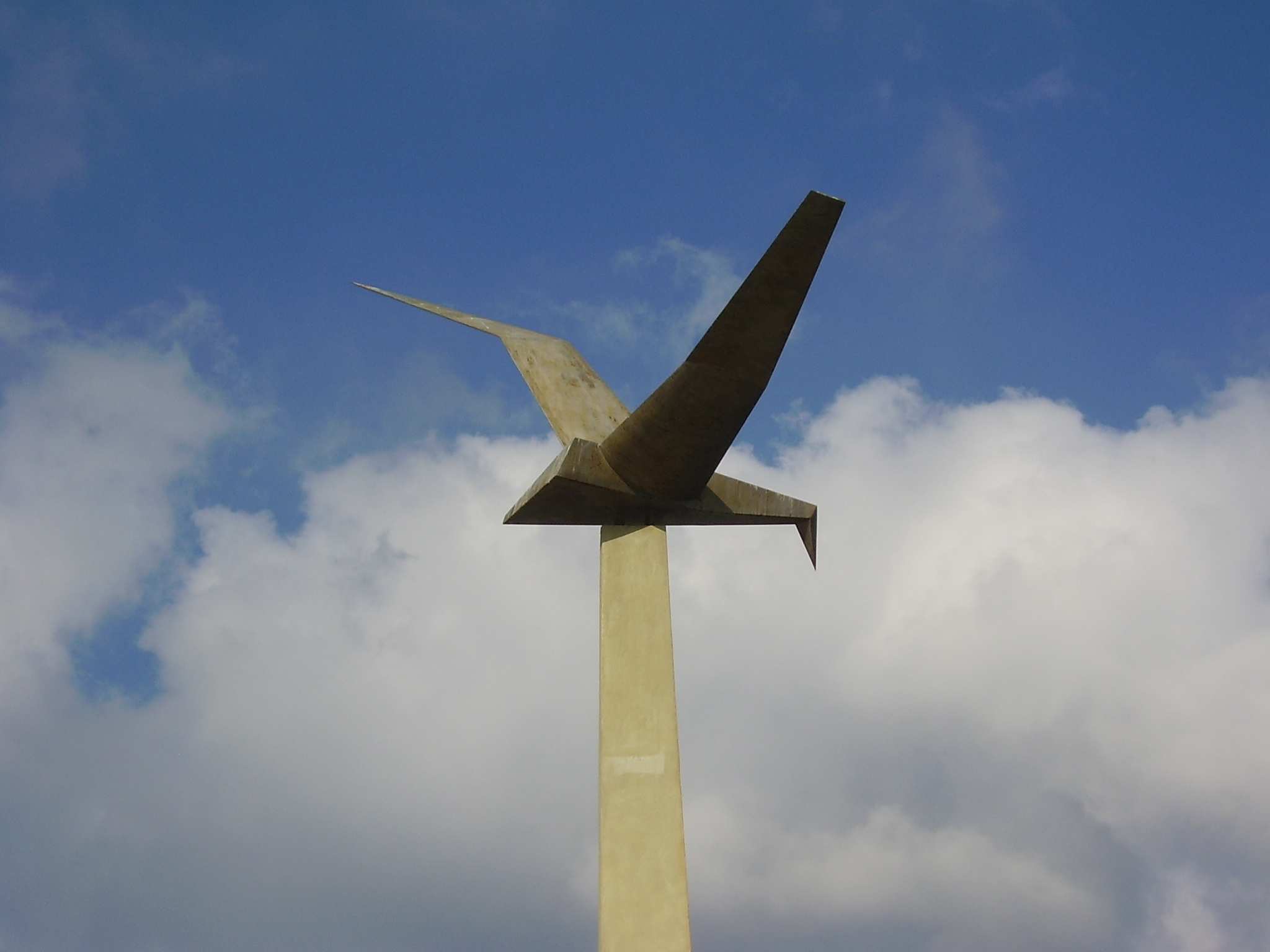
Memorial de guerra no Parque da Independência, de Tel Aviv, esculpido por Tammuz

Benjamin Tammuz (em hebraico:  בנימין תמוז) (11 de julho de 1919 - 19 de julho de 1989) foi um escritor e artista israelense que publicou trabalhos como romancista, jornalista, crítico, e produziu obras como pintor e escultor.

## Vida
Tammuz nasceu na Rússia Soviética. Quando tinha cinco anos, emigrou com seus pais para a Palestina, onde frequentou a escola Tachkemoni e a Herzliya Hebrew High School, em Tel Aviv.  Posteriormente estudou história da arte na Sorbonne, em Paris.
Benjamin Tammuz teve dois filhos. O filho mais velho é Onn Tammuz, um arquiteto e restaurador de arte, e seu filho mais novo é Jonathan Tammuz, um diretor de cinema cujos filmes incluíram uma adaptação, em 1997, do romance Minotaur, de seu pai.
Benjamin Tammuz morreu em 1989 em Tel Aviv.

## Carreira
Desde muito jovem dedicou-se à escrita, escultura e pintura, e se tornou um membro da resistência comunista. Tammuz ainda integrou o movimento Cananeu e foi influenciado pelo artista Yitzhak Danziger.
Em 1948, Tammuz passou a fazer parte do conselho editorial do jornal Haaretz. No início, escreveu a popular coluna "Uzi & Co". Ele também editou o jornal infantil Haaretz Shelanu, e  a partir de 1965, editou o suplemento literário e cultural do Haaretz, onde exerceu a função de crítico de arte. Entre 1971 e 1975, Tammuz atuou como adido cultural na embaixada de Israel em Londres. De 1979 a 1984, foi convidado como escritor residente na Universidade de Oxford.

## Ligações Externas
- " Benjamin Tammuz " no Instituto de Tradução de Literatura Hebraica.